# Riserva naturale orientata Bagni di Cefalà Diana e Chiarastella
La Riserva naturale orientata Bagni di Cefalà Diana e Chiarastella è un'area naturale protetta istituita nel 1997, situata nei territori di Cefalà Diana e Villafrati, comuni italiani della città metropolitana di Palermo in Sicilia.

## Storia
La riserva è stata istituita con decreto dell'assessorato regionale del territorio e dell'ambiente numero 822/44 del 20 novembre 1997, per tutelare la serie di sorgenti fredde che sgorgano nelle immediate vicinanze della sorgente calda.

## Monte Chiarastella
Nell'area della riserva naturale sono inclusi il rilievo carbonatico di Monte Chiarastella, di circa 700 s.m.l., e la sorgente di acqua termale di Bagni, che in passato sgorgava tra Pizzo Chiarastella e Cozzo Cavallo e giungeva sino all'edificio noto come "terme arabe".